# کارمل والی ویلج (کالیفرنیا)
کارمل والی ویلج (به انگلیسی: Carmel Valley Village) یک منطقهٔ مسکونی در ایالات متحده آمریکا است که در شهرستان مونتری، کالیفرنیا واقع شده‌است. کارمل والی ویلج ۴۹٫۶۷۳ کیلومتر مربع مساحت و ۴٬۴۰۷ نفر جمعیت دارد و ۲۵۸ متر بالاتر از سطح دریا واقع شده‌است.